# Liste des dirigeants des États et communautés traditionnels nigérians
 (novembre 2018).
Cette page dresse la liste des dirigeants actuels des États et communautés traditionnels du Nigeria.

## Dirigeants des États et communautés traditionnels
| État ou communauté | Statut                    | Nom                                                        | Depuis (le)        |
| ------------------ | ------------------------- | ---------------------------------------------------------- | ------------------ |
| Abeokuta           | Aleke                     | Adedotun Aremu Gbadebo III (en)                            | 2 août 2005        |
| Adamawa            | Baban-Lamido              | Muhammadu Barkindo Aliyu Musdafa (en)                      | 18 mars 2010       |
| Ado Ekiti          | Ewi                       | Rufus Aladesanmi III (en)                                  | 1990               |
| Ado-Odo (en)       | Olofin Adimula Oodua (en) | Abdul Lateef Adeniran Akanni Obaarun Oladekan (en)         | 2 mai 2009         |
| Agaie              | Etsu ou Émir              | Yusuf Nuhu                                                 | 14 avril 2014      |
| Agbede (en)        | Oba                       | (vacant)                                                   | 25 mars 2018       |
| Ajasse Ipo (en)    | Olupo                     | Sikiru Sanni Woleola II                                    | 2009               |
| Akure (en)         | Deji                      | Aladetoyinbo Ogunlade Aladelusi Odundun II                 | Juillet 2015       |
| Akwa Akpa (en)     | Obong                     | Edidem Ekpo Otu V (3ème fois)                              | 8 juillet 2013     |
| Aramoko            | Alara                     | Jacob Oluwole Amele Okinbaloye II                          | 1996               |
| Auchi              | Otaru                     | Aliru Highbred Momoh Ikelebe III                           | 1996               |
| Awo (en)           | Alawo                     | Samuel A. Olanipekun                                       | 1977               |
| Bassambiri (en)    | Amanyanabo                | (vacant)                                                   | 2014               |
| Bauchi             | Lamido                    | Rilwanu Suleimanu Adamu                                    | Juillet 2010       |
| Bedde (en)         | Émir ou Mai Bedde         | Abubakar Umar Suleiman (en)                                | 12 novembre 2005   |
| Bichi (en)         | Émir                      | Alhaji Nasiru Ado Bayero                                   | 9 mars 2020        |
| Biu (en)           | Émir                      | Midala Mustapha Umar                                       | septembre 2020     |
| Borgu (en)         | Émir                      | Muhammad Sani Haliru Dantoro Kitoro IV                     | 11 novembre 2015   |
| Borno              | Émir                      | Abubakar Ibn Umar Garba                                    | 4 mars 2009        |
| Bussa              | Émir ou Sarkin Bussa      | (vacant)                                                   | 1954               |
| Daura              | Sarkin Daura              | Umar Farouk Umar (en)                                      | 28 février 2007    |
| Dutse              | Émir ou Sarkin Dutse      | Nuhu Muhammadu Sanussi                                     | 10 décembre 1995   |
| Edo                | Oba                       | Ewuaré II                                                  | 20 octobre 2016    |
| Efron              | Alaaye                    | Emmanuel Adesanya Aladejare Agunsoye II                    | 21 décembre 1991   |
| Ekpereijie         | Onojie                    | Zaiki Anthony Ehizogie Abumere II                          | Février 2008       |
| Fika               | Moi Fika                  | Muhammadu Abali Ibn Muhammadu Idrissa (en)                 | 16 mars 2009       |
| Gaya               | Émir                      | Alhaji Ibrahim Abdulkadir Gaya                             | 11 mai 2019        |
| Gbaramatu          | Pere                      | Ogeh Gbaran III                                            | 2009               |
| Gobir              | Sarkin Gobir              | (vacant)                                                   | 1975               |
| Gombe              | Émir                      | Abubakar Shehu Abubakar                                    | 6 juin 2014        |
| Gumel              | Émir                      | Ahmad Muhammad Sani dan Maina Muhamman                     | 1981               |
| Gwanara            |                           | Kotokotogi II                                              | 1994               |
| Gwandu             | Émir                      | Muhammadu Jega                                             | 5 juin 2005        |
| Gwoza              | Émir                      | (vacant)                                                   |                    |
| Hadejia            | Émir                      | Adamu Abubakar Maje                                        | 14 septembre 2002  |
| Ibadan             | Olubadan (en)             | Lekan Balogun (en)                                         | 11 mars 2022       |
| Idoani (en)        | Alani                     | Olufemi Olutoye                                            | 11 octobre 2014    |
| Idoma              | Och’Idoma                 | Elias Ikoyi Obekpa                                         | 1996               |
| Igala (en)         | Ata                       | Idakwo Michael Ameh Oboni (en)                             | 20 décembre 2012   |
| Igbirra            | Ohinoyi                   | Ado Abdulrahman Ibrahim                                    | 2 janvier 1997     |
| Ijaye              | Oba                       | (vacant)                                                   | 1861               |
| Ijebu              | Awujale                   | Sikiru Adetonwa Ogbagba II (en)                            | 4 janvier 1960     |
| Ikirun             | Akinrun                   | Raufu Olayowola Olawale Adedeji II                         | 5 juillet 1990     |
| Ila-Orangun        | Owa                       | Abdul Wahab Kayode Oyedotun Bibire Ier                     | 24 mai 2003        |
| Ilaro              | Olu                       | (vacant)                                                   | 26 avril 2016      |
| Ile Ife            | Ooni d'Ife                | Adeyeye Enitan Ogunwusi                                    | 26 octobre 2015    |
| Ilesha             | Owa                       | Oba Gabriel Adekunle Aromolaran II                         | .../1982           |
| Ilorin             | Émir                      | Ibrahim Kolapo Sulu Gambari (en)                           | 28 août 1995       |
| Ise                | Arinjale                  | Adetunsi Ayodele Ajayi Aweloye II                          | 2001               |
| Iwo                | Oluwo                     | Abdul-Rasheed Adewale Akanbi                               | 9 novembre 2015    |
| Jama'are           | Émir                      | Muhammadu Wabi IV dan Muhammadu Wabi                       | 1975               |
| Jema`a             | Och’Idoma                 | Muhammadu dan Isa Muhammadu II                             | 23 novembre 1998   |
| Jos                | Gbong Gwom                | Jacob Gyang Buba                                           | 1er avril 2009     |
| Kaiama             | Sarkin Kaiama             | Muazu Shehu Umar (Bagidi Kiyaru IV)                        | 25 août 2010       |
| Kalabari           | Amanyanabo                | Amachree XI (contesté depuis le 16 mai 2016, sous régence) | Mars 2002          |
| Kano               | Émir                      | Aminu Ado Bayero (en)                                      | 9 mars 2020        |
| Karaye             | Émir                      | Alhaji Ibrahim Abdulkadir Gaya                             | 11 mai 2019        |
| Katagum            | Émir                      | Baba `Umar Faruq `Umar II                                  | 15 décembre 2017   |
| Katsina            | Émir                      | Alhaji Abdulmumini Kabir Usman                             | 13 mars 2008       |
| Kazuare            | Émir                      | Najib Husaini Adamu                                        | décembre 1998      |
| Kebbi              | Amir Argungu              | Samaila Muhammad Mera                                      | 4 novembre 1996    |
| Keffi              | Émir                      | Shehu Usman Cindo Yamusa III                               | 14 décembre 2015   |
| Kenu               | Sarkin Kenu               | Komi Lafia IV                                              | 1986               |
| Kontagora          | Émir ou Sarkin Sudan      | Alhaji Mohammed Barau Kontagora                            | 6 octobre 2021     |
| Koton Karifi       | Ohimege                   | (vacant)                                                   |                    |
| Lafia              | Émir                      | Sidi Dauda Bage (en)                                       | 26 mars 2019       |
| Lafiagi (ro)       | Émir                      | Muhammed Kudu Kawu                                         | 30 juillet 2021    |
| Lagos              | Oba                       | Riliwan Babatunde Osuolale Aremu Akiolu Ier                | 22 mai 2003        |
| Lapai              | Émir                      | Umaru Bago Tafida (en)                                     | 10 août 2002       |
| Misau              | Émir                      | Ahmed Suleiman                                             | 17 août 2015       |
| Mubi               | Émir                      | Abu Bakar `isa Ahmadu (III)                                | 2002               |
| Muri (en)          | Émir                      | Abbas Njidda Tafida                                        | 1986               |
| Nasarawa           | Émir                      | Ibrahim Usman Jibril (en)                                  | 7 décembre 2018    |
| Nembe              | Amanyanabo                | Edmund Daukoru (en)                                        | 2008               |
| Ningi              | Chef                      | Yunusa Muhammad Danyaya                                    | 1978               |
| Nupe               | Etsu Nupe                 | Yahaya Abubakar (en)                                       | septembre 2003     |
| Obioko             | Obong                     | Ekpo Eyo Abassi Eyo III                                    | 2008               |
| Ogbolomab'iri      | Amanyanabo                | Edmund Maduabebe Daukoru Mingi XII                         | 23 février 2008    |
| Ogbomoso           | Soun                      | (vacant)                                                   | 12 décembre 2021   |
| Oghara             | Ovie                      | Isaac Boyi Umukoro Ovie Oreke II                           | 1er septembre 1978 |
| Ogwashi-Uku        | Obi                       | Ben Chukwuma Okonjo                                        | 8 mars 2007        |
| Oke-Ila            | Orangun                   | Ade Dokun Omoniyi Abolarin Aroyinkeye Ier                  | 8 décembre 2006    |
| Oke-Ona            | Osile                     | Adedapo Adewale Tejuoso Karunwi III                        | 20 mai 1989        |
| Okolo-Ama (en)     | Amanyanabo                | Edward Asimini William Dappa Pepple III                    | 6 avril 1996       |
| Okpe               | Orodje                    | Orhue Ier                                                  | 29 juillet 2006    |
| Okpoama            | Amanyanabo                | Ebitimi Emmanuel Banigo Okpo XXI                           | 27 octobre 2010    |
| Okrika             | Amanyanabo                | Alfred Semenitari Abam Ado IX                              | 25 février 2002    |
| Okuta              |                           | Kperogi Afon Sero Betete III                               | 2002               |
| Ondo               | Osemawe                   | Adesimbo Victor Kiladejo Jilo III (en)                     | 2006               |
| Onitsha            | Obi                       | Nnayelugo Alfred Nnaemeka Achebe                           | 3 juin 2002        |
| Opobo (en)         | Amanyanabo                | Daneson Douglas Jaja V                                     | 1er octobre 2002   |
| Oshogbo            | Ataoja                    | Jimoh Oyetunji Olanipekun                                  | Septembre 2010     |
| Ota                | Olota                     | (vacant)                                                   | 2016               |
| Owa                | Obi                       | Emmanuel Dumbiri Efeizomor II                              | 6 septembre 1959   |
| Owerri             | Eze ou Ozuruigbo          | (vacant)                                                   | 3 mai 2016         |
| Owo                | Olowo (en)                | Ajibade Gbadegesin Ogunoye III (en)                        | 23 août 2019       |
| Owu (en)           | Olowu                     | Olusanya Adegboyega Dosunmu                                | 2005               |
| Oyo                | Alaafin-onon-ola (en)     | (vacant)                                                   | 22 avril 2022      |
| Pategi (en)        | Etsu Pategi               | Omar Bologi II (en)                                        | 16 avril 2019      |
| Potiskum           | Émir                      | Umar Bubaram ibn Wuriwa Bawuya (2ème fois)                 | 6 janvier 2000     |
| Rano               | Émir                      | Alhaji Kabiru Muhammad Inuwa                               | 5 mai 2020         |
| Remo               | Akarigbo (en)             | Babatunde Adewale Ajayi (en)                               | 31 août 2016       |
| Shonga             | Émir                      | Haliru Ndanusa Yahaya                                      | 1991               |
| Sokoto             | Sultan (en)               | Muhammadu Sa'ad Abubakar (en)                              | 2 novembre 2006    |
| Suleja             | Émir                      | Awwal Ibrahim (en)                                         | 17 janvier 2000    |
| Tiv                | Tor Tiv (en)              | James Iorzua Ayatse (en)                                   | 4 mars 2017        |
| Twon-Brass         | Amanyanabo                | Alfred Papapreye Diete-Spiff (en)                          | 2010               |
| Uvwie              | Ovie                      | Emmanuel E. Sidesoh Abe Ier                                | 27 février 2008    |
| Warri              | Olu                       | Ogiame Atuwatse III (en)                                   | 21 août 2021       |
| Wase               | Émir                      | Muhammadu V Sambo Haruna                                   | 28 octobre 2010    |
| Wukari             | Aku Uka                   | (vacant)                                                   | 10 octobre 2021    |
| Yashikira          | Émir                      | Ahmadu Suno Lafia                                          | Janvier 1975       |
| Yawuri (en)        | Sarkin Yawuri             | Muhammad Zayyanu Abdullahi                                 | 17 juin 1999       |
| Zamfara            | Sarkin Zamfara            | Atiku Dangalatima (Zamfara Zurmi)                          | 12 mars 2002       |
| Zamfara            | Sarkin Zamfara            | Muhammad Attahiru Ahmad (Zamfara Anka)                     | 1993               |
| Zaria              | Sarkin Zazzau ou Émir     | Ahmed Nuhu Bamalli (en)                                    | 7 octobre 2020     |
| Zuru               | Émir ou Sardauna Zuru     | Muhammed Sani Sami (Gomo II)                               | 1995               |